# Gnadauer Saitenspieldienst
Der Gnadauer Saitenspieldienst (GSD) ist ein Werk des Evangelischen Gnadauer Gemeinschaftsverbandes und setzt sich zusammen aus Chorsängerinnen und -sängern sowie Orchester unterschiedlichster Zupf- und Streichinstrumente von der Mandoline über die Gitarre bis hin zur Violine.

## Geschichte
Die Tradition des Gnadauer Saitenspieldienstes geht zurück bis in die 1920er Jahre, als sich innerhalb der evangelischen Gemeinschaftsbewegung deutschlandweit so genannte „Lautenchöre“ bildeten. Diese Bewegung überdauerte die Weltkriege, wenngleich die Arbeit nach dem Zweiten Weltkrieg vielfach neu aufgenommen werden musste. In den 1960er Jahren wurde erstmals ein Musiklehrer hauptamtlich in die Arbeit berufen. Mit der Integration gemischter Chöre und Streichinstrumenten in die Saitenspielarbeit zeichnete Johannes Seifert für die bis heute bestehende Form der Musikarbeit verantwortlich. Die Mandolinen- und Lautenchöre wurden allmählich um Gitarren und Streichinstrumente ergänzt und die Bewegung wuchs in der ehemaligen DDR weiter zu einem wichtigen Bestandteil der Gemeinschaftsverbände heran. 1993 schließlich wurden die einzelnen Saitenspielchöre im Verband Gnadauer Saitenspieldienst zusammengeschlossen.
Die Saitenspieldienste setzen sich neben aus Zupfinstrumenten (Gitarre, Mandoline, Mandola, zum Teil Zither) und Streichinstrumenten (Violine, Viola, Cello, Kontrabass) sowie einem Chor aus Sängerinnen und Sängern zusammen. Gast-Instrumente wie Trompete und Flöte treten zeitweise ebenfalls mit hinzu.

## Diskografie
- Herr, deine Güte reicht so weit (Leitung: Johannes Seifer; Hänssler Music, 1992)
- So ist Gott (Leitung: Johannes Götze, Eberhard Klenke, Michael Wittig; Hänssler Music, 1995)
- Ein neuer Klang (Leitung: Michael Wittig; Hänssler Music, 1999)
- Wir wolln uns freuen: Advents- und Weihnachtsmusik. (Leitung: Michael Wittig, Darius Rossol Hänssler Music, 2002)